# Mireille (ópera)
Mireille es una ópera en cinco actos de Charles Gounod según un libreto en francés de Michel Carré que se basa en el poema Mirèio de Frédéric Mistral.

## Historia

### Composición
Mistral se había vuelto muy conocido en París con la publicación de la traducción en prosa al francés de Mireio en 1859, y Gounod conoció la obra en 1861. Gounod quedó encantado con la originalidad de la obra, siendo la historia mucho menos artificioso que las que se representaban en la escena operística en aquella época.  La acción de la ópera es bastante fiel al relato de Mistral aunque la secuencia de los acontecimientos del Val d’Enfer (Acto 3, Escena 1) y el reconocimiento de Mireille de su amor por Vincent a su padre (Acto 2 final) son al revés en la ópera.
A lo largo de la composición, Gounod pasó mucho tiempo en Provenza (12 de marzo a finales de mayo de 1863), visitando los lugares de la acción en el poema/ópera, y visitó a Mistral en varias ocasiones en su casa de Maillane.
Gounod permaneció en el Hôtel de la Ville Vert en Saint-Rémy-de-Provence, y fue invitado a un banquete de la gente del pueblo el 26 de mayo.
Presentar diferencias de clases en un ambiente rural no era usual en la época, y como comenta Huebner "algunos de los primeros críticos tuvieron dificultad en aceptar que una "simple" muchacha campesina pudiera cantar un aria heroica como "En marche".
Se ha señalado que "lo que importa en este extenso poema lírico no es la historia sino el rico tapiz de tradiciones, creencias y costumbres provenzales".

### Representaciones
El ensayo de la obra en la casa de Gounod incluyó a Georges Bizet al piano y Camille Saint-Saëns en el armonio. Gounod y la vizcondesa de Grandval (una compositora ella misma) cantaron los papeles solistas.
La ópera se estrenó en el Théâtre Lyrique, París el 19 de marzo de 1864; la primera noche acudió Iván Turgueniev, quien en una carta a Pauline Viardot, ridiculiza parte del Acto III.
Como ocurre con el papel de 'Marguerite' en Faust, las exigencias de Gounod sobre su principal soprano son especialmente onerosas - desde una soprano ligera en el Acto I al canto más dramático en el Acto IV. Incluso antes del estreno Gounod se había visto forzado por su prima donna a hacer muchos cambios en la forma y el contenido de esta ópera. Esto causó problemas vocales a Miolan-Carvalho - esposa del director del teatro - quien consiguió que Gounod hiciera más fácil el papel para ella y particularmente más 'brillante'. Gounod incluso marcó en el manuscrito que ella exigió las roulades al final de su aria del Acto II.
Las críticas de las representaciones originales llevaron a una versión revisada en tres actos que se presentó en París, el 15 de diciembre de 1864, e incluso otra versión con un final feliz para el Teatro nacional de Opéra-Comique en 1889. Las interpretaciones de diciembre de Mireille también incluyeron un final revisado para la obertura (que se ha usado desde entonces aunque la coda original más lenta se imprimió en la partitura vocal de 1970) y la 'valse-ariette' "O légère hirondelle" para Mireille en el Acto I.
Mireille se vio en Londres, Dublín y Filadelfia en 1864 y en Amberes en 1865. Adelina Patti cantó el rol titular en una producción italiana en San Petersburgo en 1874 con su esposo Nicolini como Vincent.
En 1939 se hizo un intento de volver al pensamiento original de Gounod, y desde entonces las producciones han seguido generalmente la estructura en cinco actos en una versión editada por Henri Büsser.
Si la edición de Busser (basada en una nueva producción en París, 6 de junio de 1939, repuesta en Arlés el 28 de junio de 1941) es un verdadero reflejo de la partitura original es dudoso: es posible que hubiera diálogo hablado en el estreno más que recitativos; el final del Acto II fue originalmente una repetición del concertato, no un recuerdo de la Chanson de Magali.
La reacción crítica a las primeras representaciones fue negativa con acusaciones de wagnerismo.
La versión en tres actos gustó a algunos escritores, quienes admiraban la "calidez y color" y encontraban que "brillaba con la vida y el sol del sur".
Esta ópera rara vez se representa en la actualidad; en las estadísticas de Operabase aparece con sólo 6 representaciones para el período 2005-2010.

## Personajes
| Personajes                        | Tesitura     | Elenco del estreno, 19 de marzo de 1864 (Director: Adolphe Deloffre) |
| --------------------------------- | ------------ | -------------------------------------------------------------------- |
| Mireille                          | soprano      | Marie Caroline Miolan-Carvalho                                       |
| Vincent, su amante                | tenor        | François Morini                                                      |
| Ourrias, un rico ganadero         | barítono     | Jean-Vital Ismaël                                                    |
| Maître Ramon, padre de Mireille   | bajo         | Petit                                                                |
| Taven, una anciana                | mezzosoprano | Mme Faure-Lefèvre                                                    |
| Vincenette, hermana de Vincent    | soprano      | Mlle Reboux                                                          |
| Andreloun, un pastor              | mezzosoprano | Mme Faure-Lefèvre                                                    |
| Maître Ambroise, padre de Vincent | bajo         | Émile Wartel                                                         |
| Clémence                          | soprano      | Mlle Albrecht                                                        |
| Le Passeur                        | bajo         | Wartel                                                               |
| Una voz en lo alto                | soprano      |                                                                      |
| Un arlesiano                      | barítono     |                                                                      |

## Grabaciones
- 1954 - Jeanette Vivalda (Mireille), Nicolai Gedda (Vincent), Michel Dens (Ourrias), Christine Gayraud (Taven), André Vessières (Ramon) - Coro del Festival de Aix-en-Provence, Orquesta del Conservatorio de París, André Cluytens (Voix de son Maitre)
- 1962 - Renée Doria (Mireille), Michel Sénéchal (Vincent), Robert Massard (Ourrias), Solange Michel (Taven), Adrien Legros (Maître Ramon) - Orquesta Sinfónica y Coro de París, Jésus Etcheverry - (Accord)
- 1979 - Mirella Freni (Mireille), Alain Vanzo (Vincent), José van Dam (Ourrias), Jane Rhodes (Taven), Gabriel Bacquier (Maître Ramon) - Coro y Orquesta del Capitole de Toulouse - Michel Plasson - (EMI)
- 1981 (en vivo) - Valerie Masterson (Mireille), Luis Lima (Vincent), Jean-Philippe Lafont (Ourrias), Jane Berbié (Taven), Jules Bastin (Ramon) - Orquesta y Coro de la Suisse Romande - Sylvain Cambreling (Ponto)